# Этцерсдорф-Рольсдорф
Этцерсдорф-Рольсдорф (нем. Etzersdorf-Rollsdorf) — коммуна в Австрии, в федеральной земле Штирия. 
Входит в состав округа Вайц.  Население составляет 1192 человека (на 31 декабря 2005 года). Занимает площадь km² км². Официальный код  —  61706.

## Политическая ситуация
Бургомистр коммуны — Франц Гесльбауэр (СДПА) по результатам выборов 2005 года.
Совет представителей коммуны (нем. Gemeinderat) состоит из 15 мест.
- СДПА занимает 10 мест.
- АНП занимает 5 мест.